# BCPA Flight 304
British Commonwealth Pacific Airlines Flight 304 var en Douglas DC-6 med namnet Resolution som flög mellan Sydney i Australien och Vancouver i Kanada med mellanlandningar i Fiji, Canton Island, Honolulu och San Francisco, den 29 oktober 1953. Ombord på flygplanet fanns elva passagerare och åtta besättningsmän. Flygplanet störtade på ett berg i San Mateo County, Kalifornien, när den skulle landa på San Francisco International Airport. Alla nitton ombord omkom i olyckan. Bland dem var pianisten William Kapell(en). Det mesta av vraket från flygplanet finns kvar på olycksplatsen.